# Klosterlund
Klosterlund (deutsch Klosterhain) ist eine zwischen 8000 und 7000 v. Chr. hauptsächlich in Jütland verbreitete frühmesolithische Kulturgruppe mit zeitlichen Überschneidungen zur älteren Maglemose- (8300–6000 v. Chr.) und zur zeitgleich beginnenden, aber etwas beständigeren Gudenå-Kultur (8000–4000 v. Chr.).

## Verbreitung
Das Verbreitungsareal bildete, bei einem um 100 m niedrigeren Meeresspiegel, ein großes zusammenhängendes Gebiet, mit Dänemark, England, Norddeutschland und Schweden.

## Klima und Fauna
Klimatisch handelt es sich um das Boreal, eine frühe Warmzeit (8690–7270 v. Chr.) mit von Kiefern durchsetzten lichten Birkenwäldern, die die Flora der arktischen Tundra verdrängten. Die Fauna änderte sich entsprechend dem verschobenen Klimagürtel. Gejagt wurden letztlich primär Waldtiere wie Auerochse, Reh, Rothirsch, Waldwisent und Wildschwein. Repräsentativ sind die Wohnplatzfunde von Star Carr (in Yorkshire), Klosterlund (in Jütland) und Pinneberg (in Holstein). In Klosterlund in Mitteljütland ließen sich für kurze Zeit eine Anzahl Menschen auf einer niedrigen Sandterrasse nieder, die zu einem See hin abfiel. Der Wohnplatz lag an der Grenze zwischen Moränen- und Heideflächen in der Nähe des heutigen Hofes Klosterlund.

## Funde
Durch den kalkarmen Boden haben sich nur Feuerstein- und Felsgeräte erhalten. Geräte aus Knochen, Geweih oder Holz blieben nicht erhalten. Unter den Feuersteingeräten sind Beile zu nennen, die entweder durch vollständiges Behauen des Feuersteins als Kern- und Spitzbeil oder aus einem Abschlag als Scheibenbeil hergestellt wurden.
Im Übrigen erscheint Klosterlund als eine Klingenkultur mit Abschlagmessern (mit einer stumpf zugehauenen Längsseite als Rücken, während die andere Seite scharf ausgearbeitet ist), Kern- oder Klingenschabern (Längskanten unbearbeitet; die meisten mit gebogener und retuschierter Schneide), Kantensticheln (Eckstichel), Mittelsticheln und Bohrern. Speer- und Pfeilspitzen sind fast ausschließlich lanzettenförmig und selten als schiefe Dreiecke mit wenig ausgeprägten Stielen (gegenüber den Ahrensburger Stielspitzen). Einfache Mikrolithen kommen ebenfalls vor. Zum Abschlagen der Klingen wurde ein Schlagstein aus Quarzit benutzt. Die von den südlicheren Ahrensburger Spätmagdalenienleuten beeinflusste Klosterlundgruppe wird von einigen Forschern sogar als Vorläufer der Maglemose-Kultur, und damit als einiges älter angesehen.